# Places
Places es el segundo álbum de estudio de la cantante y actriz estadounidense Lea Michele. Fue lanzado al mercado internacional el 28 de abril de 2017 bajo el sello discográfico Columbia Records. 

## Desarrollo
La grabación para el segundo álbum de estudio de Michele comenzó en abril de 2015. Poco después de iniciado el proceso de grabación, Michele declaró que su álbum estaría menos influenciado por el pop que en su álbum debut, y "regresaría a sus raíces" con un sonido más teatral.
El 11 de enero de 2017, Michele anunció en las redes sociales que iniciaría una mini gira más tarde, este mismo mes, para promover su segundo álbum. Ella escribió: "Mis increíbles fans siempre han estado ahí para mí, me inspiran, han estado a mi lado, me han animado y me han levantado... Cuando me preparé para este próximo álbum, quería que todos supieran lo importante que son. Estos shows son un vistazo a mi próximo álbum, así como canciones de Louder y tal vez... incluso un poco de Glee ". Una noche íntima con Lea Michele consistió en tres espectáculos en Los Ángeles, Nueva York y Santa Mónica, que comenzó el 23 de enero en el Hotel Café, y terminó el 30 de enero en el Broad Stage. El 26 de enero de 2017, mientras Michele estaba en medio de su mini gira, se anunció que el segundo álbum se titularía Places. El título hace referencia a la llamada de showtime de "lugares" cuando se trabaja en teatro en vivo.

## Singles
"Love Is Alive" fue lanzado como el único sencillo del álbum el 3 de marzo de 2017. El sencillo no contó con video musical.

## Recepción de la crítica
Stephen Thomas de Allmusic comento del álbum "Places es el primer proyecto musical importante de Lea Michele desde el final de Glee y es sorprendentemente diferente de su predecesor, Louder. Donde ese álbum del 2014 encontró a Michele trabajando duro para atraer a la corriente principal del pop, Places es una colección mesurada de pop maduro que se encuentra a medio camino entre los showstoppers de Broadway y los números inspiradores de Katy Perry. A cada una de estas pistas se le da una producción de alto brillo, construida a partir de hojas de sintetizadores, pianos y voces dobladas, todas significando gran potencia. Todas las canciones marchan a un ritmo majestuoso y se basan en melodías diseñadas para mostrar toda la gama de destrezas vocales de Michele. El problema es que nadie se molestó en escribir un gancho o una canción que rompe con esta fórmula. En consecuencia, Places se juega como un borrón monocromático y vítreo: los momentos individuales se desangran, por lo que el álbum parece un conjunto extendido de empoderamiento. Por esa medida, los lugares pueden considerarse un éxito. Lea Michele tenía la intención de aprovechar el espíritu de Roar de Katy Perry y Fight Song de Rachel Platten, e incluso si el registro se queda corto en muchas otras formas importantes, no hay duda de que logró ese objetivo."

## Recepción comercial
En Estados Unidos, el álbum debutó en el número 28 de la lista Billboard 200 con más de 16.000 copias vendidas en su primera semana.

## Listado de canciones
| Places – Standard edition |                        |                    |              |          |  |
| N.º                       | Título                 | Escritor(es)       | Producer(s)  | Duración |  |
| 1.                        | «Love Is Alive»        | Chantal Kreviazuk  | Xandy Barry  | 3:37     |  |
| 2.                        | «Heavy Love»           | Christopher Braide | Barry        | 3:40     |  |
| 3.                        | «Proud»                | Ruth Cunningham    | Shanks       | 3:00     |  |
| 4.                        | «Believer»             | Fransisca Hall     | Shatkin      | 3:56     |  |
| 5.                        | «Run to You»           | Alexandra Tamposi  | Shanks       | 3:38     |  |
| 6.                        | «Heavenly»             | Ellie Goulding     | Kyle Moorman | 3:45     |  |
| 7.                        | «Anything's Possible»  | Maureen McDonald   | Jon Levine   | 3:47     |  |
| 8.                        | «Getaway Car»          | Dana Parish        | Hollander    | 3:30     |  |
| 9.                        | «Sentimental Memories» | Linda Perry        | Shanks       | 4:30     |  |
| 10.                       | «Tornado»              | Chloe Angelides    | Toby Gad     | 3:23     |  |
| 11.                       | «Hey You»              | Lea Michele        | Shanks       | 3:07     |  |

| Places – Target and Japan bonus tracks |              |              |          |  |
| N.º                                    | Título       | Escritor(es) | Duración |  |
| 12.                                    | «Truce»      | Joleen Belle | 3:18     |  |
| 13.                                    | «Letting Go» | Angelides    | 3:13     |  |

## Personal
Adaptado de AllMusic.
- Amanda Berman - A&R.
- Alexandra Tamposi - A&R.
- Shari Sutchliffe - Coordinación de producción, contratación.
- Maria P. Marulanda - Dirección artística, diseño.
- Lea Michele - Dirección artística, diseño.
- Eric Ray Davidson - Fotógrafía.

Rendimiento
- Lea Michele - Voz, artista principal, coros
- Alexandra Tamposi - coros
- John Shanks - coros
- Kyle Moorman - coros

Técnica
- John Shanks - teclados, piano, guitarra eléctrica, bajo, programación, ingeniería, productor.
- Xandy Barry - teclados, guitarra, batería, arreglos orquestales, mezcla, programación, ingeniería, productor.
- John Levine - teclados, piano, bajo, programación de batería, ingeniería, productor.
- Kyle Moorman - guitarra, percusión, edición digital, programación, ingeniería, productor.
- Jesse Shatkin - piano, bajo, batería, sintetizador, programación, ingeniería, productor.
- Andrew Hollander - piano, batería, mellotron, ingeniería, mezcla, productor.
- Jamie Muhoberac - teclados, piano, programación.
- Toby Gad - instrumentación, arreglo, productor.
- Alexandra Tamposi - productora vocal, percusión vocal.
- Suzy Shinn - ingeniería vocal..
- Joe LaPorta - masterización.
- Joe Zook - mezcla.
- Michael H. Brauer - mezcla.
- Manny Marroquin - mezcla.
- Chris Galland - ingeniería de mezcla.
- Steve Vealey - ayudante de mezcla.
- Paul Lamalfa - ingeniería, edición digital.
- Sam Dent - ingeniería.
- Taylor Crommie - asistente de ingeniería.
- Seth Olansky - asistente de ingeniería.
- Chantal Kreviazuk - piano.
- Linda Perry - piano.
- Jon Sosin - guitarra.
- Aaron Sterling - batería.
- Simon Huber - violonchelo.
- Robin Florentine - asistente.
- Jeff Jackson - asistente.

## Charts
| Chart (2017)                       | Peak position |
| ---------------------------------- | ------------- |
| Australia (ARIA)                   | 25            |
| Bélgica (Ultratop flamenca)        | 32            |
| Bélgica (Ultratop valona)          | 68            |
| Canadá (Billboard Canadian Albums) | 21            |
| Francia (SNEP)                     | 148           |
| Irlanda (IRMA)                     | 82            |
| Italia (FIMI)                      | 34            |
| Nueva Zelanda (RMNZ)               | 2             |
| Suiza (Schweizer Hitparade)        | 38            |
| Reino Unido (UK Albums Chart)      | 37            |
| Estados Unidos (Billboard 200)     | 28            |